# اوژنول
اوژنول (به انگلیسی: Eugenol) با فرمول شیمیایی C10H12O2 یک ترکیب شیمیایی با شناسه پاب‌کم 3314 است. که جرم مولی آن 164.20 g/mol می‌باشد. 